# Schloss Nyborg

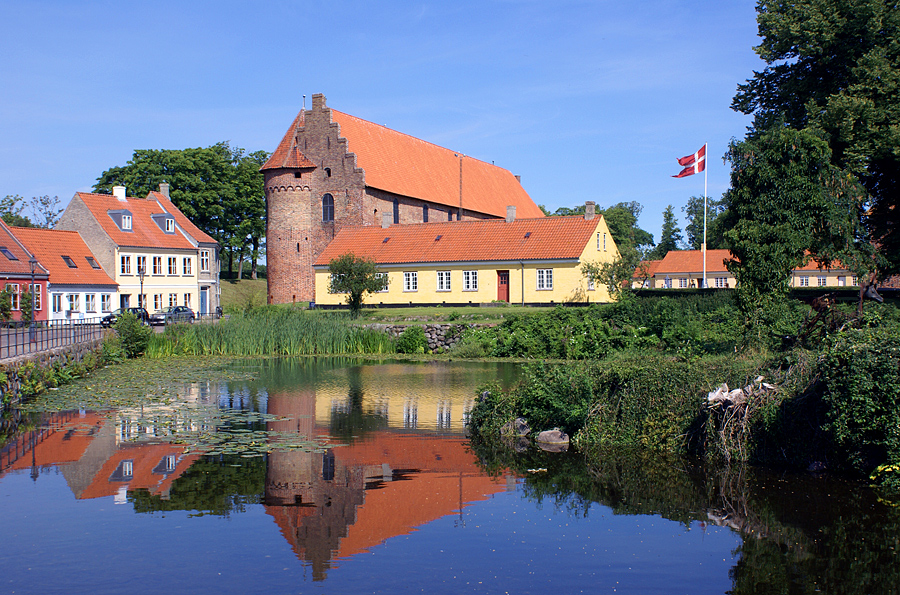
Schloss Nyborg

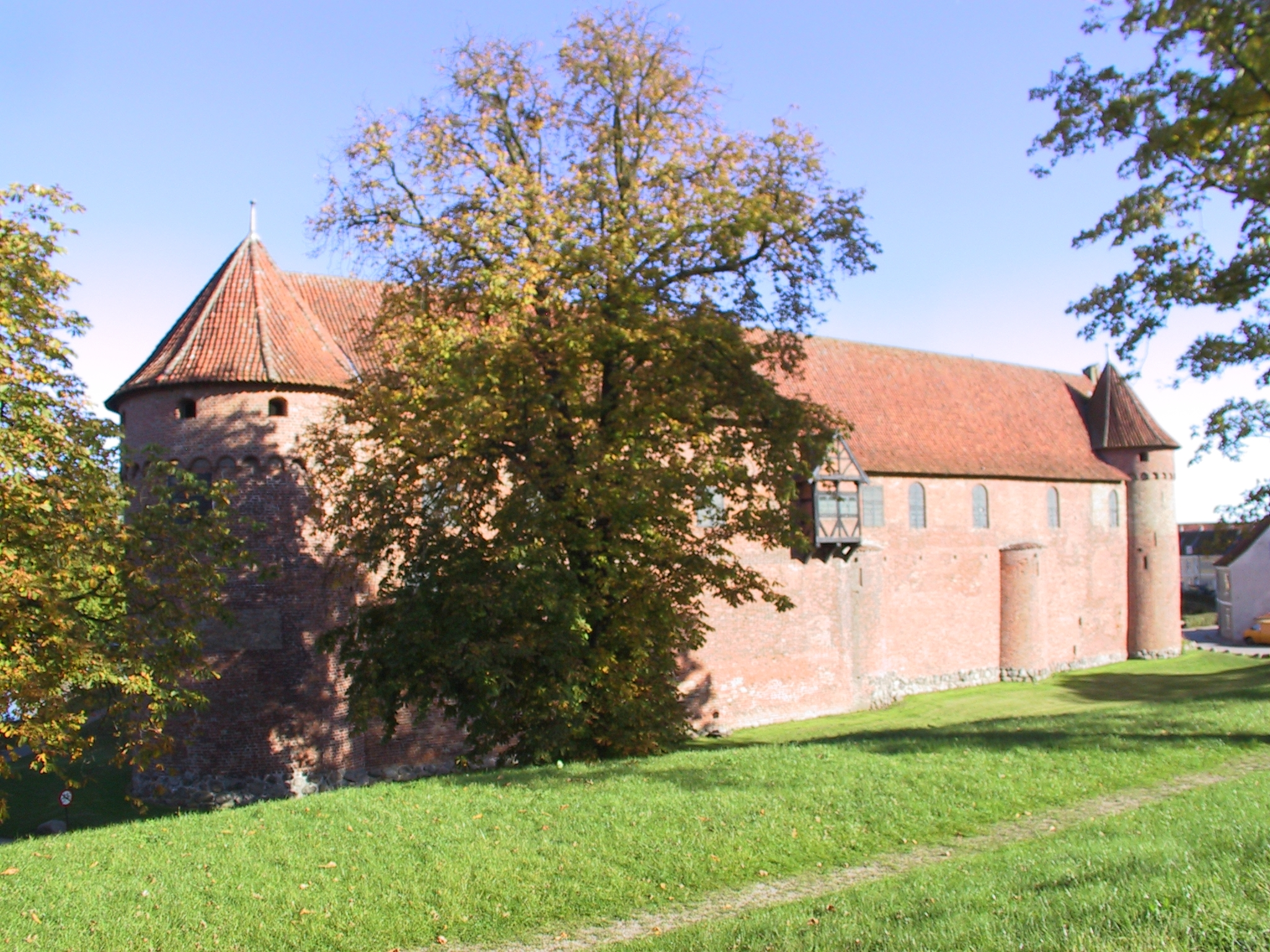
Schloss Nyborg (2003)

Das Schloss Nyborg (dänisch Nyborg Slot, auch Danehofslottet) liegt in der dänischen Stadt Nyborg, etwa 29 Kilometer südöstlich von Odense auf Fünen.

## Geschichte
Das Schloss wurde um 1170 von Herzog Knud Prislavsen, einem Neffen Waldemars des Großen, zum Schutz gegen die Wenden erbaut.
1282 unterzeichnete Erik V. Glipping hier die erste dänische Handfeste. Durch diese ging das oberste Gericht vom König an den Danehof, das erste dänische Parlament, über, der im Schloss Nyborg tagte. Als Erik VII. nach Kopenhagen übersiedelte, wurde die dortige Burg bis 1416 Zentrum der königlichen Macht in Dänemark. Nyborg blieb jedoch ein weiterer Wohnsitz des Königs. Später wurde die Burg als Waffenkammer und Getreidespeicher genutzt.
Während der Grafenfehde (1533–1536) wurde das Schloss zweimal erobert. Christian III. sorgte anschließend für eine Erweiterung des Schlosses und befestigte es durch eine große Wallanlage. Christian IV. ließ das Schloss 1607 durch den italienischen Architekten Domenicus Badiaz weiter ausbauen. Während des Krieges mit Schweden (1658–1660) wurden drei Viertel der Burg zerstört. Das Baumaterial wurde 1722 teilweise für den Neubau des Schlosses in Odense wiederverwendet. Nyborg selbst blieb bis 1913 Garnisonsstadt.
Nach Auflösung der Garnison wurde das Schloss 1917–1923 durch Morgen Clemmensen  rekonstruiert. Heute befindet sich in dem Schloss ein Museum. Es können noch zwei Halbtürme und das Torhaus aus der Zeit Eriks besichtigt werden. Vom ehemaligen Königspalast ist noch ein Trakt mit großem Festsaal erhalten. In drei Sälen wird Nyborgs Geschichte zur Zeit des Danehofs, von Königin Margarethe I. und Christian III. dargestellt.

## Panorama
|  |  |

|  |